# Hans Dahlke
Hans Otto Wilhelm Dahlke  (* 29. August 1932 in Nordhausen, Provinz Sachsen; † 24. Juli 1984 in Leipzig) war ein deutscher Germanist und Literaturwissenschaftler an der Karl-Marx-Universität Leipzig.

## Leben
Von 1951 bis 1955 studierte er Germanistik in Leipzig. Nach der Promotion 1958 zum Dr. phil. an der Philosophischen Fakultät der Karl Marx-Universität Leipzig bei Hans Mayer und Hermann August Korff war er von 1963 bis 1969 Dozent für Deutsche Literaturgeschichte an der Philosophischen Fakultät der Karl-Marx-Universität Leipzig. Nach der Promotion B 1971 zum Dr. sc. phil. bei Claus Träger, Willi Beitz und Horst Haase in Deutscher Literaturgeschichte an der Karl-Marx-Universität Leipzig war er von 1973 bis 1984 Professor für Geschichte der deutschen Literatur in Leipzig.

## Publikationen
- Johann Christian Günther. Seine dichterische Entwicklung. Berlin 1960, OCLC 575318.
- Cäsar bei Brecht. Eine vergleichende Betrachtung. Berlin 1968, OCLC 6113080.
- Mithrsg.: Germanistische Studientexte. Leipzig 1972–1986.
  - Deutungen und Bekenntnisse. Ausgewählte Texte zur Sprache und Literatur. 1972, OCLC 77176247.
  - Ansichten über Lyrik. Beiträge zum Dialog zwischen Poetik und Poesie. 1980, OCLC 1067339527.
  - Ausgewählte Texte zur deutschen Literatur. 1986, ISBN 3-324-00026-2.
- Geschichtsroman und Literaturkritik im Exil. Berlin 1976, OCLC 3170500.